# 금엽 와카집
《금엽와카집》(일본어: 金葉和歌集, 긴요와카슈)은 최초의 칙찬 와카집인 ≪고금와카집(古今和歌集)≫이 제작된 지 220여 년 후, 1126∼1127년경에 만들어진 다섯 번째 칙찬 와카집이다. 미나모토노 도시요리가 썼다.
앞서 편찬된 ≪후습유와카집≫은 임금의 통치 원리를 정당화하고 당대의 문화 방향성을 제시하는 이른바 칙찬 와카집의 정치적, 공적 역할을 통해 쇠락의 길로 접어들어 가고 있던 왕권의 권위를 다시 세우고 그로 인한 궁중 문화의 정체를 해소하기 위한 의미가 컸다. 반면 ≪금엽와카집≫은 기존 ≪고금와카집≫ 시대의 전통을 극복하고 와카를 쇄신하는 것에 중점을 두고 새로운 시적 표현에 대한 열망, 더 나아가 와카 자체가 가진 문예성을 체계화, 이론화하는 것에 대한 당시의 관심과 고민이 반영된 작품이라 할 수 있다. 와카가 가진 공적 정치적 의미의 구현에서 와카가 가진 본연의 문학적 가치 추구에 초점이 옮겨 간 것이다.
≪금엽와카집≫에 실린 노래의 내용들을 살펴보면, 도시요리, 쓰네노부의 노래로 대표되는 참신한 서경가(叙景歌)들이 먼저 눈에 띈다. 영가의 대상이 되는 사물의 본질과 이에 대한 인간의 정감을 우선하는 양식은 기존의 노래들과 구별되는 특징이라 할 수 있다. 이에 반해 독특하고 참신한 착상이나 표현, 취향, 해학을 품은 노래들도 실렸다. 또한 높아진 ≪만엽집≫에 대한 당시의 관심을 반영해, ≪만엽집≫의 가어를 반영하거나 고대의 전원 풍경을 소재로 한 노래들을 수록하고 있는 것 역시도 ≪금엽와카집≫의 특징이라 할 수 있다. 하지만 어디까지나 ≪금엽와카집≫의 주류는 여전히 삼대집의 전통과 발상, 표현 기법을 계승한 노래들이 높은 비율을 차지하고, 그러면서도 그 속에서 새로움을 추구한 노래들이 대부분을 점하고 있었다. 이처럼 ≪금엽와카집≫은 여러 가지 얼굴을 가진 다양한 노래들로 구성되어 있다는 점에서 당대의 노래 일변도의 가집이라고는 할 수 없다. 세 번에 걸친 선집 과정은 옛 전통과 새로운 변화 사이에서 고민했던 당시의 가인들의 대립과 혼란을 반영하고 있는 점에서 고대와 중세를 연결하는 ≪금엽와카집≫의 과도기적 특징을 잘 보여 주는 사례라 할 수 있을 것이다.